# RTL Kockica
RTL Kockica je hrvatski televizijski kanal za djecu, mlade i obitelj. U vlasništvu je RTL Grupe. S prikazivanjem je počela 11. siječnja 2014. godine u 11:01 sati.

## Program

### Domaća produkcija
| Naslov                    | Opis                                                                | Premijera           | Izv.   |
| ------------------------- | ------------------------------------------------------------------- | ------------------- | ------ |
| Etno sat                  | Emisija o hrvatskim tradicijama                                     | 2016.               | [ 2 ]  |
| Baby Zoo                  | Emisija o životinjama                                               | 2018.               | [ 3 ]  |
| Idemo u Zoo               | Emisija o životinjama                                               | 2018.               | [ 4 ]  |
| Sport za sve              | Emisija o sportu                                                    | 2018.               | [ 5 ]  |
| Jezikoslovci              | Edukativna emisija za učenje engleskog i njemačkog jezika           | 9. rujna 2019.      | [ 6 ]  |
| Jeste li znali?           | Edukativna emisija o raznim zanimljivostima                         | 11. studenoga 2019. | [ 7 ]  |
| Zoopedija                 | Emisija o životinjama                                               | 2020.               | [ 8 ]  |
| Tehnolovac                | Emisija o tehnologiji                                               | 1. veljače 2020.    | [ 9 ]  |
| Djeca kuhaju              | Kulinarska emisija                                                  | 2021.               | [ 9 ]  |
| Vesela učionica           | Edukativna emisija; priprema za početak osnovnoškolskog obrazovanja | 1. ožujka 2021.     | [ 10 ] |
| Razigrani laboratorij     | Emisija o znanosti                                                  | 17. svibnja 2021.   | [ 11 ] |
| Tajne vrta                | Emisija o vrtlarstvu                                                | 6. rujna 2021.      | [ 9 ]  |
| Kockićeve priče           | Čitanje priča                                                       | 19. studenoga 2021. | [ 12 ] |
| Ententinići               | Animirana serija                                                    | 12. prosinca 2021.  |        |
| Prijatelji planeta        | Emisija o ekologiji                                                 | 2022.               | [ 13 ] |
| Zagrepčanke i dečki       | Emisija o istoimenom plesnom zboru                                  | 2022.               |        |
| Kockić i prijatelji       | Animirana serija                                                    | 16. svibnja 2022.   | [ 14 ] |
| Kad smo bili mali         | Razgovorna serija koja ugošćuje poznate hrvatske osobe              | 28. studenoga 2022. | [ 15 ] |
| SOS za životinjski svijet | Emisija o životinjama                                               | 2023.               |        |

### Strana produkcija
- Angry Birds
- Bakugan
- Barbapapa
- BFF
- Bing
- Booba
- Cocomelon
- Crybabies
- Dinotrux
- Dadilja
- Gabby
- Gdje je Jura?
- Gormiti
- Kako sam upoznao vašu majku
- Martin Morning
- Maša i Medvjed
- Mašine uspavanke
- Mickey Mouse Clubhouse
- Miraculous – Pustolovine Bubamare i Crnog Mačka
- Mućke
- Moj mali poni: Prijateljstvo je čarolija
- Lavlja straža
- Pčelica Maja
- Pirata i Capitano
- Psići u ophodnji
- Show Pere Djetlića
- Slugterra
- Slugterra: Povratak
- Sonic: Super jež
- Štrumpfovi
- Tomica i prijatelji
- Yu-Gi-Oh! SEVENS
- Zig&Sharko
- Zmajevi iz Berka
- Znatiželjni George
- Živio kralj Gjuro

### Bivši crtići
- Anđeli i prijatelji
- Animirani filmovi
- Bilo jednom...
- Mali leteći medvjedi
- Simsala Grimm: Najljepše bajke svijeta
- Škola za vampire

### Bivše serije
- Malcolm u sredini
- Violetta

### Bivše emisije
- Baka priča najljepše priče
- Idemo u ZOO
- Vremeplov

## Voditelji
- Davor Balažin
- Anja Đurinović
- Ivan Kralj
- Tatjana Gržan
- Lucija Eterović